# Ian Bridge
Ian Christopher Bridge (Victoria, Brit Columbia, 1959. szeptember 18. – ) kanadai labdarúgóedző, válogatott labdarúgó. 

## Pályafutása

### Klubcsapatban
Victoriában, Brit Columbiában született. 1979 és 1983 között az amerikai Seattle Sounders játékosa volt. 1984-ben a Vancouver Whitecaps, 1984 és 1985 között a Tacoma Stars csapatában szerepelt. 1985 és 1990 között a svájci La Chaux-de-Fonds együttesében játszott. Később szerepelt még a Victoria Vistas (1990), a Kitchener Kickers (1991) és a North York Rockets (1991) csapatában.

### A válogatottban
1981 és 1991 között 34 alkalommal szerepelt a kanadai válogatottban és 5 gólt szerzett. Részt vett az 1984. évi nyári olimpiai játékokon és tagja volt az 1985-ös CONCACAF-bajnokságon aranyérmet szerző csapatnak. Részt vett az 1986-as világbajnokságon, ahol Kanada mindhárom csoportmérkőzésén kezdőként lépett pályára. Játszott az 1991-es CONCACAF-aranykupán is.

### Edzőként
1989 és 1990 között a La Chaux-de-Fonds csapatánál dolgozott vezetőedzőként. 1990 és 2000 között a Victoria Egyetem labdarúgócsapatát edzette. 1997-től a kanadai női válogatottnál segédedző.

## Sikerei, díjai
Kanada
- CONCACAF-bajnokság győztes (1): 1985